# Fleur Agema
Marie-Fleur (Fleur) Agema (Purmerend, 16 september 1976) is een Nederlands politica namens de Partij voor de Vrijheid (PVV). Van 2 juli 2024 tot 3 juni 2025 was zij minister van Volksgezondheid, Welzijn en Sport en eerste vicepremier in het kabinet-Schoof. Van 30 november 2006 tot 2 juli 2024 was zij lid van de Tweede Kamer.
Agema staat sinds de verkiezingen van 2006 op de tweede plek van de PVV-kandidatenlijst voor de Tweede Kamer. In 2012 was zij medeonderhandelaar naast Geert Wilders in het begrotingsoverleg van het kabinet-Rutte I in 2012.

## Jeugd en opleiding
Agema groeide op in Wormerveer. Haar ouders openden daar in 1984 een café, waarbij haar moeder de uitbater was en haar vader vertegenwoordiger was bij Heineken. Ze was in haar jeugd kritisch geworden over de islam, onder meer door het lezen van romans als De Duivelsverzen van Salman Rushdie.
Agema studeerde vanaf 1999 achtereenvolgens aan de Kunstacademie in Amsterdam en Enschede, de Academie van Bouwkunst en de MaHKU/Open Universiteit. In 2004 haalde ze haar Master of Arts met een ontwerp voor een gevangenis en een masterthesis over detentie.  Naast haar studie was ze bedrijfsleider van een horecabedrijf en gaf ze zeilles. Ze werkte van 1999 tot 2003 op een architectenbureau.

## Politieke loopbaan

### Provinciale staten (2003-2006)
Op 20 maart 2003 werd ze voor de Lijst Pim Fortuyn (LPF) in de Provinciale Staten van Noord-Holland gekozen. Na enkele geschillen stapte Agema uit de LPF, en richtte ze samen met Paul Meijer Forza! Nederland op. In de Provinciale Staten ging zij verder als de onafhankelijke Groep Agema. In die periode wilde zij de aandacht vestigen op de subsidieverstrekking door de provincie aan bijvoorbeeld de Milieufederatie Noord-Holland en de Stichting Stedenband Haarlem-Mutare. Onderzoeksjournalist Peter Siebelt schreef over de provinciale subsidieverstrekking het boek Sinistra, waar Agema aan meewerkte. In 2006 sloot ze zich aan bij de PVV van Geert Wilders. 
Op 14 maart 2007 nam ze afscheid van de Provinciale Staten. Commissaris van de Koningin Harry Borghouts zei naderhand dat het provinciale bestuur 'door Fleur Agema beter is gaan nadenken over subsidies.'

### Lidmaatschap Tweede Kamer (2006-2024)

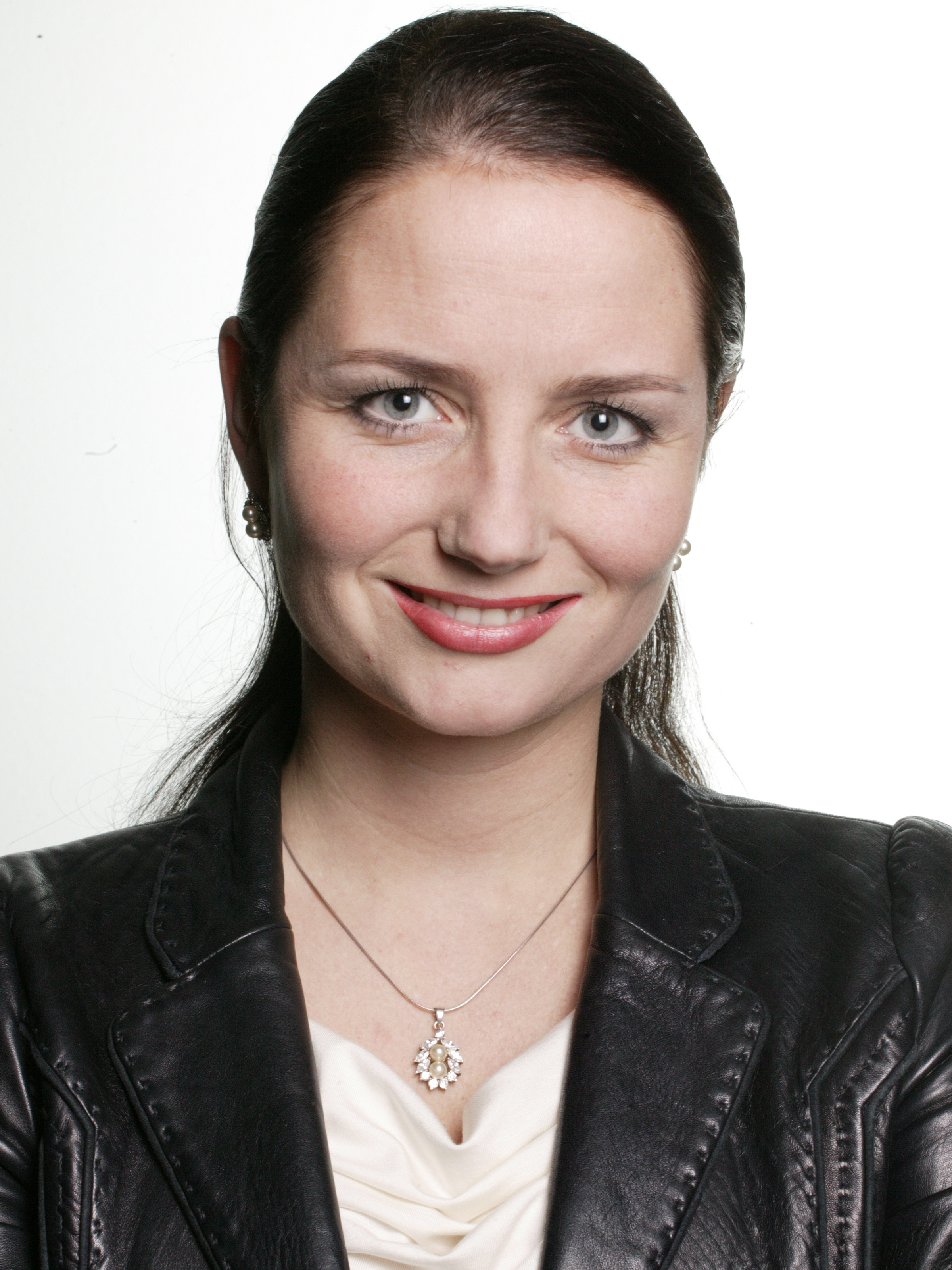
Agema in 2007

Voor de Tweede Kamerverkiezingen van 2006 kwam Agema op een tweede plaats op de kandidatenlijst van de PVV. Ze werd verkozen met 5910 stemmen, als enige vrouw van de 9 kamerleden voor de PVV. Eveneens werd Agema benoemd tot vice-fractievoorzitter van de PVV. Haar maidenspeech hield ze op 20 december 2006 over wachtlijsten in de thuiszorg.
In 2009 diende ze een initiatiefwetsvoorstel in om, in de strijd tegen loverboys, de prostitutieleeftijd te verhogen van 18 naar 21 jaar. In het hoofdlijnenakkoord 2024 – 2028 van PVV, VVD, NSC en BBB staat dat de minimumleeftijd voor prostitutie alsnog naar 21 jaar zal worden verhoogd.
In het voorjaar van 2012 was Agema medeonderhandelaar met Wilders in het overleg met premier Rutte en vicepremier Verhagen over de begroting voor 2013, het zogeheten Catshuisoverleg. Op 21 april klapte het overleg, waarna kabinet-Rutte I viel.
In 2015 presenteerde zij haar boek Verzilveren - excellente zorg voor minder geld waarin ze het kabinetsbeleid rondom ouderenzorg bekritiseerde.
Tijdens de coronapandemie uitte ze zich kritisch tegen de kabinetsmaatregelen, en pleitte onder meer voor een uitbreiding van het zorgbudget.

### Minister van VWS (2024-2025)
Van 2 juli 2024 tot 3 juni 2025 was Agema minister van Volksgezondheid, Welzijn en Sport en eerste vicepremier in het kabinet-Schoof, waar de PVV deel van uitmaakte. Als gevolg van het ministerschap verliet ze de Tweede Kamer.
In haar ministersperiode zette Agema zich onder andere in voor een halvering van het eigen risico. Ook zag ze een rol weggelegd voor het gebruik van kunstmatige intelligentie in de zorg, onder meer voor een afname in administratiekosten.
Op 31 januari 2025 zat Agema, wegens ziekte van Dick Schoof, voor het eerst de ministerraad voor. Niet eerder leidde een PVV'er deze vergadering.
Op 3 juni 2025 trad Agema af als minister, als gevolg van een coalitiecrisis omtrent asielmaatregelen en de daarop volgende val van het kabinet.

## Politiek profiel
In haar politieke loopbaan heeft Agema zich hoofdzakelijk ingezet voor het thema zorg, met name voor ouderenzorg. Hier leverde ze kritiek op onder meer pyjamadagen, 24-uursluiers, ondervoeding, uitdroging en doorligwonden. Ook pleitte Agema voor het behoud van verzorgingshuizen. Het stemgedrag van de PVV volgde op dit onderwerp tussen 2010 en 2012 vaker de politieke lijn van de linkse partijen SP en GroenLinks dan de centrum-rechtse partijen VVD en CDA.
In de academische literatuur is Agema gerekend tot de linkerflank van de rechtse PVV, door haar verdediging van de verzorgingsstaat. Het gedachtegoed van Agema is omschreven als welfare chauvinism, waarbij de verzorgingsstaat uitsluitend voor de autochtone bevolking zou moeten gelden. Ze deelt de anti-islamstandpunten van de PVV, en heeft zich in haar Kamerlidmaatschap uitgesproken voor 'de-islamisering van de zorg'.
Zelf omschreef ze in 2008 de PVV op het gebied van zorg als een partij met een "links, warm profiel", en op het gebied van justitie "streng, zeg maar rechts". Ze heeft Margaret Thatcher als haar politiek idool genoemd.

## Privé
In 2001 werd Agema getroffen door de ziekte van Dupuytren, wat leidt tot verkramping van de vingers en chronische pijn.
Uiteindelijk leidde dit tot een complex regionaal pijnsyndroom  waardoor ze in 2003 arbeidsongeschikt werd verklaard. Agema lijdt verder aan de neurologische aandoening multiple sclerose (MS).
Zij heeft een relatie met Tweede Kamerlid Léon de Jong en samen hebben ze een dochter. Tussen 13 januari 2015 en 5 mei 2015 was Agema met zwangerschapsverlof, en werd zij als Kamerlid vervangen door Karen Gerbrands.
In 2012 gaf Agema aan fan te zijn van de Britse actrice Cate Blanchett, en de televisieseries The West Wing en Borgen. Over haar religieuze leven heeft Agema in 2008 gesteld dat zij 'niet gelovig, maar ook niet niet-gelovig' is, en in 2019 omschreef zij zichzelf als 'licht-gelovig'.

## Onderscheidingen
In 2011 won Agema de prijs Engel van het Jaar van de ChristenUnie-jongerenorganisatie PerspectieF, vanwege haar inzet voor het ongeboren leven en het ter sprake brengen van het terugdringen van het aantal abortussen.

## Geschreven door Agema
- Agema, Fleur (2004). Gesloten Architectuur - Het verleden, heden en de toekomst van detentie in Nederland. MAHKU/Open University.
- Agema, Fleur (19 mei 2015). Verzilveren - excellente zorg voor minder geld. Van Praag, Amsterdam. ISBN 978-90-4902419-2.

- Bibsys: 12055225
- Gemeinsame Normdatei: 1021099228
- International Standard Name Identifier: 0000 0003 6764 7557
- Library of Congress Control Number: no2012029237
- Nederlandse Thesaurus van Auteursnamen: 339349948
- Parlement.com: vhdk1esivvy4
- Système universitaire de documentation: 189106654
- Virtual International Authority File: 232662320
- WorldCat: E39PBJfRH4ghfFbrmRdThJmKh3